# Prețul curajului
Milk este un film biografic din 2008 care arată viața activistului gay/politicianului american Harvey Milk, care a fost primul homosexual declarat care a fost ales într-o funcție publică în California drept membru al San Francisco Board of Supervisors.
Filmul a fost nominalizat de opt ori la Oscar, și a câstigat două Oscaruri: Premiul Oscar pentru cel mai bun actor pentru Sean Penn (rolul titular) și Premiul Oscar pentru cel mai bun scenariu original pentru Dustin Lance Black.